# Socourt
Socourt är en kommun i departementet Vosges i regionen Grand Est (tidigare regionen Lorraine) i nordöstra Frankrike. Kommunen ligger i kantonen Charmes som tillhör arrondissementet Épinal. År 2022 hade Socourt 282 invånare.

## Befolkningsutveckling
Antalet invånare i kommunen Socourt
| Referens: INSEE |